# 신비아파트 444호
《신비아파트 444호》는 투니버스에서 제작한 대한민국의 애니메이션이다. 《신비아파트》 시리즈가 정규 편성이 되기 전 방영된 스페셜 파일럿 프로그램으로, 2014년 12월 31일에 방영되었으며, 그 후 2016년에 본편의 첫 번째 시즌이《신비아파트: 고스트볼의 비밀》이라는 제목으로 방영되었다.
정규 시즌과 달리 구하리의 가족과 아파트 입주민, 귀신과 도깨비만 등장하며 가공의 건축물인 신비아파트에 입주한 구하리와 구두리 남매가 우연히 도깨비와 함께 귀신을 성불시켜주는 내용을 담고 있다.

## 줄거리
귀신이 나오는 장소로 유명한 신비아파트, 그곳에서도 가장 무서운 일이 자주 일어난다는 444호에 이사 오게 된 하리네 가족. 첫날부터 그들은 자꾸만 이상한 일들에 휩싸이게 된다. 분명히 텅 빈 엘리베이터 안에선 이상한 인기척이 느껴지고 아무도 안 산다는 위층에선 밤새 쿵쿵거리는 소리가 울리는데... 
한편 1층의 맨홀에서 튀어 나온 이상한 꼬마는 하리와 동생 두리에게 다가와 자꾸만 시비를 걸고, 얼떨결에 꼬마의 엿을 빼앗아 먹게 된 두 사람은 신비아파트에 살고 있는 귀신의 모습이 보이기 시작한다. 깜짝 놀란 두 사람 앞에 다시 나타난 맨홀 꼬마. 앞으로 함께 귀신을 퇴치해 주면 원하는 소원은 무엇이든 들어주겠다며 큰소리를 치는데...

## 등장귀신
- 엘리베이터 귀신, 승강귀

등장: 1-1화
종류: 선귀
- 물구나무 서기 귀신, 도립귀

등장: 1-2화
종류: 선귀
- 술래잡기 귀신, 술래귀

등장: 2-1화
종류: 선귀
- 지하실 귀신, 묘인귀

등장: 2-2화
종류: 선귀

## 목소리 출연
- 김영은: 하리
- 김채하: 두리
- 조현정: 신비
- 최재호: 아빠
- 이소은: 엄마
- 여윤미: 윤석
- 권성혁: 아파트 경비
- 임윤선: 귀신1
- 한신: 귀신2
- 방연지: 고양이

## 제작진
- 기획: 투니버스, CJ ENM, 신동식
- 책임프로듀서: 석종서, 신길주
- 원작: CJ ENM
- 총감독: 김병갑
- 프로듀서: 김종민, 오지미
- 연출감독: 김병갑, 김상민
- 조연출: 이상돈
- 제작 실장: 허기동
- 시나리오: 김종민, 이시은
- 스토리보드: 김병갑, 변영규, 김학진
- 캐릭터 디자인: 김학진
- 설정 디자인: 변영규, 이상돈
- 색설계: 허기동, 이상돈
- 미술감독: 이호준
- 배경: 이은하, 서정호, 최광석, 정상웅
- 작화 감독: 김학진
- <레이아웃 - 제1원화>
  - EP01: 김인수, 조준영, 이상돈, 서지인
  - EP02: 김상민, 김우신, 주흥석
  - EP03: 김인수, 박홍근, 김동식, 이상돈, 류재운
  - EP04: 김상민, 김우신, 박대열, 안태근, 황영식
- <레이아웃 - 제 2원화>
  - EP01: 김인수, 이미경, 신영숙, 박영재, 박지미
  - EP02: 김상민, 김우신, 주흥석
  - EP03: 이미경, 박영재, 박애리, 신영숙, 박지미, 김인수, 신현, 권희재
  - EP04: 김상민, 권희재, 이미경, 신영숙, 신현, 조아라
- <동화&칼라>
  - 이노픽처스
    - 동화: 라명자, 황조해, 이용훈
    - 칼라: 이영미, 강춘화, 여소영, 장영주, 장인수

  - A-플린
    - 동화: 박의경, 이가람, 강효윤, 조희남, 조현주
    - 칼라: 양선아, 황경아, 김남의, 한진영, 서경하, 김미진, 박정혜, 이지영, 박세윤, 문명재, 김현주

  - 효인
    - 동화: 윤희영, 하순덕
    - 칼라: 이우령, 정혜진, 우선영
- 촬영&합성: 이상돈, 강희진, 양정인
- 편성마케팅: 이현정, 손영은, 강유미, 이민순, 남궁진아, 조승희, 김민지, 이세영, 허화정, 서희경, 이수진, 조승연, 민다운, 최장우
- 콘텐츠제작: 김이경, 최우석, 박용진, 김종민, 김의진, 김진아, 오지미, 엄의동, 김용만
- 브랜드디자인: 장우신, 김백준, 안희련, 신경숙, 홍지예, 김유나, 김유정, 김윤경, 임주영, 김태희
- 투니랜드: 이상호, 홍아름, 정찬원, 이강희, 고지민, 김유경, 김유정, 도윤성, 이승민
- 판권사업: 백수진, 김윤중, 김보석, 김은주, 신정수, 이은선, 김택상, 김아람, 이재희, 이지영, 김진희, 임선아
- 키즈사업: 윤여민, 성수희, 안정란, 강한별, 이선희, 구희준, 남경인, 김세라
- 녹음 조연출: 김의진
- 녹음 연출: 신길주
- 음악감독: 박정식, 진혁덕
- 사운드: CIC MEDIA
- 녹음&효과&믹싱: 최지걸
- 종합편집: 고재식
- 기획: Tooniverse
- 제작: CJ ENM
- © CJ ENM All rights reserved.

## 방영 목록
| 회차  | 제목                                   | 방영일(투니버스) |
| ----- | -------------------------------------- | ---------------- |
| 제1화 | 어서와 신비 아파트에… 엘리베이터 귀신! | 2014년 12월 31일 |
| 제2화 | 쿵.쿵.쿵. 한밤의 층간 소음 귀신!       | 2014년 12월 31일 |
| 제3화 | 쉿, 소리 내지마… 술래잡기 귀신!        | 2014년 12월 31일 |
| 제4화 | 미로 속의 노란 눈동자! 지하실 귀신!    | 2014년 12월 31일 |

신비아파트 시리즈는 스페셜 파일럿에서는 한 편당 약 7분을 방영했고, 본편 편성 이후에는 약 24분 분량의 애니메이션을 방영한다.